# Radosław Jasiński
Radosław Jasiński (ur. 9 października 1971 w Trzebnicy) – polski piłkarz grający na pozycji napastnika.
W polskiej I lidze rozegrał 200 meczów (184 w Zagłębiu, 3 w Dyskobolii, 4 w Ruchu i 9 w Świcie) i strzelił 40 bramek w barwach Zagłębia.
Grał w Iskrze Pasikurowice, Zagłębiu Lubin, Chrobrym Głogów, Zawiszy Bydgoszcz, Paniliakosie, Dyskobolii Grodzisk Wielkopolski, Ruchu Radzionków, Górniku Polkowice, Polarze Wrocław, a także w Świcie Nowy Dwór Mazowiecki, GKS Kobierzyce.
Wraz z Zagłębiem Lubin zajął czwarte miejsce w najwyższej klasie rozgrywkowej w Polsce. W sezonie 1997/1998, mając w dorobku 13 goli, został wicekrólem strzelców polskiej ekstraklasy. W 1998 zajął trzecie miejsce w plebiscycie Gazety Wyborczej na najlepszego piłkarza na Dolnym Śląsku.
W latach 2011–2015 trener i zawodnik drużyny seniorów „Orzeł Pawłowice Wrocław”. Od 2014 trener drużyny „Polonia Jaszowice”.